# SES (satélite)
SES é uma série de satélites de telecomunicações que são operados pela SES S.A..

## Satélites
| Satélite | Fabricante                   | Data do lançamento      | Veículo de lançamento | Estado    | Nota                                                                                                |
| -------- | ---------------------------- | ----------------------- | --------------------- | --------- | --------------------------------------------------------------------------------------------------- |
| SES-1    | Orbital Sciences Corporation | 24 de abril de 2010     | Proton-M/Briz-M       | Ativo     | Anteriormente conhecido por AMC-4R, AMC-1R e AMC-5RR                                                |
| SES-2    | Orbital Sciences Corporation | 21 de setembro de 2011  | Ariane 5 ECA          | Ativo     | Anteriormente conhecido por AMC-5R                                                                  |
| SES-3    | Orbital Sciences Corporation | 15 de julho de 2011     | Proton-M/Briz-M       | Ativo     | Anteriormente conhecido por AMC ground spare                                                        |
| SES-4    | Space Systems/Loral          | 14 de fevereiro de 2012 | Proton-M/Briz-M       | Ativo     | Anteriormente conhecido por NSS-14                                                                  |
| SES-5    | Space Systems/Loral          | 9 de julho de 2012      | Proton-M/Briz-M       | Ativo     | Anteriormente conhecido por Sirius 5. Também conhecido por Astra 4B                                 |
| SES-6    | EADS Astrium                 | 3 de junho de 2013      | Proton-M/Briz-M       | Ativo     | [ 4 ]                                                                                               |
| SES-7    | Boeing Satellite Systems     | 16 de maio de 2009      | Proton-M/Briz-M       | Ativo     | Anteriormente conhecido por Galaxy 8iR. Também conhecido por Indostar 2, ProtoStar 2 e Cakrawarta 2 |
| SES-8    | Orbital Sciences Corporation | 3 de dezembro de 2013   | Falcon-9 v1.1         | Ativo     | [ 6 ]                                                                                               |
| SES-9    | Boeing Satellite Systems     | 4 de março de 2016      | Falcon 9 Full Thrust  | Ativo     | [ 7 ]                                                                                               |
| SES-10   | Airbus Defence and Space     | 30 de março de 2017     | Falcon 9 Full Thrust  | Ativo     | [ 8 ]                                                                                               |
| SES-11   | Airbus Defence and Space     | 11 de outubro de 2017   | Falcon 9 Full Thrust  | Ativo     | Também conhecido por EchoStar 105                                                                   |
| SES-12   | Airbus Defence and Space     | 4 de junho de 2018      | Falcon 9 Full Thrust  | Ativo     | [ 10 ]                                                                                              |
| SES-14   | Airbus Defence and Space     | 25 de janeiro de 2018   | Ariane 5 ECA          | Ativo     | Também conhecido por GOLD                                                                           |
| SES-15   | Boeing Satellite Systems     | 18 de maio de 2017      | Soyuz-STA/Fregat-M    | Ativo     | [ 12 ]                                                                                              |
| SES-16   | Airbus Defence and Space     | 31 de janeiro de 2018   | Falcon 9 Full Thrust  | Ativo     | Também conhecido por GovSat 1                                                                       |
| SES-17   | Thales Alenia Space          | 24 de outubro de 2021   | Ariane 5 ECA          | Ativo     | [ 14 ]                                                                                              |
| SES-18   | Northrop Grumman             | 17 de março de 2023     | Falcon 9              | Ativo     | |
| SES-19   | Northrop Grumman             | 17 de março de 2023     | Falcon 9              | Ativo     | |
| SES-20   | Boeing Satellite Systems     | 4 de outubro de 2022    | Atlas V               | Ativo     | |
| SES-21   | Boeing Satellite Systems     | 4 de outubro de 2022    | Atlas V               | Ativo     | |
| SES-22   | Thales Alenia Space          | 29 de junho de 2022     | Falcon 9              | Ativo     | |
| SES-23   | Thales Alenia Space          |                         |                       | Planejado | |
| SES-26   | Thales Alenia Space          |                         |                       | Planejado | |